# Kwanyama (Bezirk)
Kwanyama ist ein Verwaltungsbezirk (englisch Ward) des Distrikts Tandahimba in der tansanischen Region Mtwara.

## Geografie
Kwanyama liegt im Südosten von Tansania etwa 10 Kilometer Luftlinie südwestlich der Distrikthauptstadt Tandahimba. Der Bezirk grenzt im Norden an Malopokelo, im Osten an Namikupa, im Südosten an Maundo, im Süden an Mchichira und im Westen an Lukokoda und Nanhyanga.  Bei der Volkszählung 2022 lebten 4972 Menschen in 1514 Haushalten auf einer Fläche von 44 Quadratkilometern.

## Gliederung
Der Bezirk besteht aus vier Gemeinden (Mtaa) mit 15 Orten (Kitongoji):
| Kwanyama - Kibaha Kwanyama - Nanjalahu - Majengo - Usalama - Kusini | Huruma - Msikitini - Mweng | Sinyangi - Sinyangi - Bondeni - Mkoroshini | Mitumbati - Litengeleke - Rahaleo - Nanyang'anya - Kilimanjaro - Ilala |

## Bildung
Im Jahr 2023 wurde mit dem Bau einer weiterführenden Schule begonnen.